# Nemesis (Asimov)
Nemesis je vědeckofantastický román amerického spisovatele Isaaca Asimova vydaný v roce 1989. Je to samostatná kniha, není součástí Asimovovy robotické série ani série Nadace. Dílo se dotýká více témat – špionáže, otázky xenofobie, nenaplněných manželských představ a psychologie dítěte, které si je vědomo své jedinečnosti a odlišnosti. Čtenář zde narazí i na několik astronomických zákonitostí a vývoj kosmické lodi schopné letu hyperprostorem.
Isaac Asimov knihu věnoval svému editorovi Marku Hurstovi.
Román vyšel česky v nakladatelství Laser v roce 1994.

## Námět
V roce 2236 je Země silně přelidněná a sužována celkovým úpadkem. O něco dříve odhalí mladá astronomka Eugenie Insignová vzdáleného průvodce Slunce ve vzdálenosti 2 světelných let, hvězdu Nemesis (lze ji zřejmě ztotožnit s "hvězdou smrti" Nemesis, hypotetickou společnicí našeho Slunce). Jedna z vesmírných kolonií – Rotor se tajně vydá k Nemesis a její planetární soustavě, aby zde založila novou společnost. Avšak Nemesis směřuje do Sluneční soustavy a existuje reálná pravděpodobnost, že by mohla zničit život na Zemi.

## Obsah knihy
Kniha je rozčleněna do 36 částí, které jsou dále rozděleny do celkem 95 kapitol.
| - Autorova poznámka - Prolog - 1. Marlene - 2. Nemesis - 3. Matka - 4. Otec - 5. Dar - 6. Přiblížení - 7. Zkáza - 8. Agent - 9. Erythro - 10. Vyjednávání - 11. Orbita | - 12. Vztek - 13. Kopule - 14. Rybolov - 15. Nákaza - 16. Hyperprostor - 17. Bezpečí - 18. Superluminální - 19. Zůstat - 20. Důkaz - 21. Snímek - 22. Asteroid - 23. Let - 24. Detektor | - 25. Povrch - 26. Planeta - 27. Život - 28. Start - 29. Nepřítel - 30. Přechod - 31. Jméno - 32. Ztraceni - 33. Vědomí - 34. Blízko - 35. Sbíhání - 36. Setkání - Epilog |

## Děj románu
Země je přelidněná, následkem čehož je sužována sociálními problémy – hladem, kriminalitou, celkovým nedostatkem. Na vesmírných koloniích ve Sluneční soustavě je situace jiná – jsou obývány homogenními společenstvími lidí stejné rasy nebo vyznání a netrpí nedostatkem. Jedna z kolonií – Rotor – vyvinula hyperposilovací pohon, jenž umožňuje krátkodobě cestovat nadsvětelnou rychlostí. Astronomka Eugenie Insignová objeví hvězdu, která je Zemi blíže než Proxima Centauri, leží ve vzdálenosti 2 světelných let a doposud se skrývala za prachovým mračnem. Svůj objev oznámí vrchnímu komisaři Janusi Pittovi, jenž ji přesvědčí, aby o objevu mlčela – v zájmu kolonie. Jeho plánem je odcestovat k nalezené hvězdě pojmenované Insignovou Nemesis a zde založit novou civilizaci oproštěnou od bídy, násilí a konfliktů.
Manželem Insignové je Crile Fisher, jenž s ní má dceru Marlene. Fisher pochází ze Země, pracuje jako agent pozemského Úřadu bezpečnosti s úkolem zjistit co nejvíce o hyperposilování. Nemá úspěch, projekt je velmi pečlivě utajován. Rotor odlétá k Nemesis, Fisher se vrací na Zemi bez své dcery, manželky a jakékoli hodnotné informaci o hyperposilování.
Obyvatelé Rotoru naleznou u Nemesis planetu s měsícem. Planeta je pojmenována Megas a měsíc Erythro. Janus Pitt začne tvrdě prosazovat svou politiku ukrývání se, má strach, že kolonie bude odhalena. Tím spíše, že vyjde najevo, že Nemesis směřuje do Sluneční soustavy a může zničit život na Zemi. Přes apel Insignové odmítá Pitt Zemi varovat.

Na Erythro je zřízena kopule, jejímž velitelem je jmenován Siever Genarr. Na Erythro existuje život na bakteriální úrovni, dokonce je zaznamenána podivná nákaza lidí, kteří opustili kopuli. Tato hrozba se ukáže později jako bezpředmětná díky Marlene, která má zvláštní vlastnost, dokáže přesně interpretovat neverbální komunikaci hovořících a díky tomu rozpoznat, zda mluví pravdu či lžou.
„Bezděčně se zmínila o nějakém chlapci. Možná sama víš, že neopětovaná láska bolí stejně hluboce v patnácti jako v pětadvaceti, možná i později...Také nezapomínej, že Marlene na tom není nijak zvlášť zle. Ví, že není hezká a ví, že je inteligentní. Má pocit, že inteligence by měla nedostatek krásy víc než vynahradit a také ví, že tomu tak není a tak má bezmocný vztek, o kterém zase ví, že jí stejně není nic platný.“
Právě touha opět spatřit svou dceru pohání Crila Fishera, takže souhlasí, že přivede z kolonie Adelie na Zemi předního teoretického fyzika Tessu Wendelovou. Ta souhlasí s výzkumem superluminálního (nadsvětelného) letu, tedy letu hyperprostorem. I ve Sluneční soustavě dojde (díky Fisherovi) k odhalení blízké hvězdy, jež hrozí za několik tisíc let rozvrátit dráhy planet a ohrozit život na Zemi. Ředitel pozemského Úřadu bezpečnosti Kattimoro Tanayama se domnívá, že Rotor záměrně Zemi neinformoval a baží po pomstě. Z tohoto důvodu chce mít kosmickou loď schopnou letu hyperprostorem. Tanayama se výsledku nedožije, ale jeho nástupce Igor Koropatský nechává v programu pokračovat.
Kosmoplán pojmenovaný Superluminal je dokončen a vyslán na misi k Nemesis. Na palubě je Tessa Wendelová ve funkci kapitánky, Crile Fisher a další 3 členové posádky, Čao-Li Wu, Merry Blankowitzová a Henry Jarlow. Přestože málem dojde ke vzpouře, kosmická loď dorazí ke svému cíli.
Dojde k setkání Pozemšťanů se zástupci rotorské kolonie. Vyjde najevo, že na Erythro existuje jistá inteligence, která dokáže navázat kontakt s lidmi jen díky výjimečnému mozku Marlene. Nákaza byla jen nezdařeným pokusem této inteligence o kontakt s ostatními lidmi. Jejím přičiněním se podaří nalézt východisko z téměř beznadějné situace, Marlene fungující jako prostředník dokáže popsat zasutou myšlenku z hlavy dr. Čao-Li Wua, která znamená odklonění kolizní dráhy Nemesis vůči Sluneční soustavě díky gravitačnímu odpuzování. Jediný, kdo se netěší ze vzniklé situace je rotorský komisař Janus Pitt, jemuž erythrejská forma života vzala smysl existence a cíl – vybudování izolované „sterilní“ společnosti.
| „                        | Našla své místo ve vesmíru, našla osobní důvod, pro co žít. Není dáno všem, aby ho našli. Většina z nás se vleče kupředu, hledá smysl vlastního života a nenachází nic. | “ |
| — Isaac Asimov - Nemesis | |   |

## Prostředí

### Postavy
- Aurinel Pampas – 17letý hoch, který vzbuzuje zájem Marlene
- Crile Fisher – otec Marlene, Pozemšťan
- Čao-Li Wu – člen posádky kosmické lodi Superluminal
- Dr. Janus Pitt – komisař Rotoru
- Eugenie Insignová – matka Marlene, objevitelka hvězdy Nemesis
- Garand Wyler – agent Pozemského ministerstva bezpečnosti
- Henry Jarlow – člen posádky kosmické lodi Superluminal
- Igor Koropatský – ředitel Pozemského ministerstva bezpečnosti, nástupce po K. Tanayamovi
- Kattimoro Tanayama – ředitel Pozemského ministerstva bezpečnosti
- Marlene Insignová Fisherová – dcera Eugenie Insignové a Crile Fishera
- Merrilee (Merry) Augina Blankowitzová – členka posádky kosmické lodi Superluminal
- Ranay D'Aubissonová – neurobiolog v erythrejské Kopuli
- Saltad Leverett – komisař rotorského projektu Asteroid
- Semyon Akorat – pobočník Januse Pitta
- Siever Genarr – vedoucí Kupole na Erythru
- Tambor Brossen – komisař Rotoru, zastával funkci před Janusem Pittem
- Tessa Anita Wendelová – fyzik z kolonie Adelie, věří, že je možné vyvinout technologii k docílení superluminálního letu

### Země
Země je silně přelidněná (žije zde 8 000 000 000 lidí) a zdevastovaná. Postihl ji sociální úpadek. Jsou budovány vesmírné kolonie, na které se lidé uchylují. Tyto kolonie rozvíjejí astronomii, zatímco mateřská planeta se o tuto vědu už příliš nezajímá. To se změní v okamžiku, kdy Rotor odletí neznámo kam. Teprve poté se začne Země angažovat ve vývoji superluminálního letu (letu nadsvětelnou rychlostí hyperprostorem).

### Vesmírné kolonie
Vesmírných kolonií je více, kromě Rotoru jsou další jmenované Ceres, Akruma a Adelie. Z Adelie pochází teoretický fyzik Tessa Anita Wendellová, která souhlasí s odchodem na Zemi, aby zde pracovala na projektu superluminálního letu. Kolonie obíhají kolem Země, Měsíce, Marsu a další se nacházejí i dále ve Sluneční soustavě, např. v pásmu asteroidů.
Všechny kolonie jsou víceméně uzavřené a omezují vzájemný pohyb lidí. Každá kolonie je obývána lidmi stejné barvy pleti a vyznání, jsou monokulturní. Na Zemi pohlíží s despektem, považují se díky vyspělejší vědě za nadřazené své mateřské planetě.
Obchod probíhá převážně pomocí automatických lodí, které převáží pečlivě sterilizovaný náklad.

### Kolonie Rotor
Astronomka Eugenie Insignová odhalila v roce 2220 nedalekou hvězdu – ve vzdálenosti 2 světelných let. Objev byl umožněn díky projektu kolonie Rotor – tzv. Dálkové Sondě. Sonda využívá hyperposilovací pohon (tajně vyvinutý na Rotoru – umožňuje krátkodobý let nadsvětelnou rychlostí) a je vyslána do vesmíru, díky čemuž Insignová zaregistruje blízkou hvězdu – červeného trpaslíka, kterou při pohledu v blízkosti Země zakrývá prachové mračno. Pojmenuje ji Nemesis (podle řecké bohyně odplaty Nemesis – je to příznačný název, neboť záhy vyjde najevo, že hvězda míří přímo do Sluneční soustavy).
Vesmírná kolonie Rotor odlétá k hvězdě Nemesis, kolem níž obíhá jediná planeta nebo hnědý trpaslík Megas (pojmenován podle řeckého slova, znamená „velký“). Megas obíhá kolem Nemesis ve vzdálenosti 4 000 000 km .
Megas má vlastní měsíc Erythro. Rotor obíhá kolem Erythra. Za orbitou systému Megas-Erythro se nachází asteroidový pás, odkud kolonie těží suroviny. Erythro má podmínky umožňující lidské osídlení a tak je na jeho povrchu vybudována Kopule. Plány na větší osídlení jsou uloženy k ledu z důvodu podivné mentální nákazy, která postihla několik lidí odváživších se vystoupit na povrch a také pro odpor komisaře Pitta. Kopule se rozkládá na ploše cca 3 km², celý povrch Erythra (souš i moře) čítá téměř 500 000 000 km² (srovnatelné číslo povrchu Země).